# Lena Strömdahl
Lena Marie Strömdahl (født 17. juli 1947) er en svensk skuespillerinde.
Strömdahl var med til at starte Orionteatern i 1983 og arbejdede der indtil 1991. Hun har været tilknyttet forskellige uafhængige teatergrupper samt på Dramaten, Riksteatern og Helsingborg stadsteater.
På TV er Strömdahl nok mest kendt for sin rolle som Yvonne Dahlén i Rederiet. I de senere år har hun også spillet Maj Nilsson i Wallander, socialminister Monica Svensson i Kommissionen og Harriet i Broen.

## Udvalgt filmografi
- Sinkadus (tv-serie, 1980)
- Babels hus (tv-serie, 1981)
- Annika (tv-serie, 1984)
- Werther (1989)
- Rederiet (tv-serie, 1992-1996)
- Kommissionen (tv-serie, 2005)
- Percy, Buffalo Bill og jeg (2005)
- Wallander (tv-serie, 2005)
- Rallybrude (2008)
- Livet i Fagervik (tv-serie, 2009)
- Vores venners liv (tv-serie, 2010)
- The Girl with the Dragon Tattoo (2012)
- Maria Wern (tv-serie, 2013)
- Champion (kortfilm, 2015)
- Miraklet i Viskan (2015)
- Bitchboy (kortfilm, 2017)
- Broen (tv-serie, 2018)
- I magtens øje (tv-serie, 2019)
- En komikers opvækst (2019)